# Senegal nos Jogos Olímpicos de Verão de 2004
Senegal competiu nos Jogos Olímpicos de Verão de 2004, em Atenas, na Grécia.